# Abraham Guié Gneki
Abraham Guié Gneki (San-Pédro, 1986. július 25. –) elefántcsontparti válogatott labdarúgó.

## Játékos pályafutása
Első magyar bajnoki mérkőzését 2007. április 14-én játszotta a Sopron ellen. 2010 nyarán a francia másodosztályban szereplő Tours FC csapatához igazolt. A kiválóan sikerült első franciaországi idényét követően a francia élvonalbeli OGC Nice csapata szerződtette 2011 nyarán, ahol első idényében 21 bajnokin lépett pályára és egy gólt szerzett. A 2012/2013-as bajnokságot még a nizzai csapatban kezdte, de 3 fordulót követően kölcsönbe a svájci FC Lausanne-Sport-hoz távozott. 2013 nyarán ismét kölcsönadta a Nice, ezúttal a ciprusi Apóllon Lemeszú csapatához. A ciprusi klub 2014 nyarán élt opciós jogával, és végleg megvásárolta Abraham játékjogát. A ciprusi csapat színeiben 7 mérkőzésen az Európa Liga csoportkörében is szerepelt, melyeken 2 gólt szerzett. 2017 júniusában visszatért Franciaországba, a másodosztályú US Orléans csapatához írt alá.

## Mérkőzései az elefántcsontparti válogatottban
| #  | Dátum               | Ellenfél | Eredmény | Kiírás                            | Esemény |
| -- | ------------------- | -------- | -------- | --------------------------------- | ------- |
| 1. | 2010. szeptember 4. | Ruanda   | 3 – 0    | Afrikai nemzetek kupája selejtező | 65'     |
| 2. | 2010. október 9.    | Burundi  | 1 – 0    | Afrikai nemzetek kupája selejtező | 80'     |

## Sikerei, díjai
- Budapest Honvéd:
  - Magyar szuperkupa-döntős: 2009